# Magical Lamp
Magical Lamp (オトコ姫と魔法のランプ?, Otoko hime to mahōnoranpu) è un manga di Kayono. L'opera è una raccolta di oneshot shōjo dalle trame romantiche ed avventurose ed ambientazioni fantasy esotiche. Le storie autoconclusive sono state pubblicate nel corso del 2003 sulla rivista Cheese! da Shogakukan ed infine raccolte in un unico volume; questo è stato importato in Italia da Flashbook, che ne ha diffuso l'edizione italiana nel luglio 2005.

## Trama

### La principessa androgina e la lampada magica
Pubblicato su Cheese! nel marzo del 2003
Rapita dalla reggia e condotta lontano dal suo paese natio, la principessa Sonia viene costretta da re Jiwaru a contrarre un matrimonio politico con uno dei pretendenti che si presentano a corte. Sonia, caparbiamente, risponde alle offerte dei tre uomini imponendo loro di trovare prima la lampada magica. L'impresa sembra far desistere sia il principe Gucci che il principe L'Esport, due boriosi nobili, l'unico ad accettare la sfida è Sinbad, il pirata. Quella sera la principessa fugge e, travestita da uomo, si imbarca sulla nave di Sinbad. Nei panni di Kip, Sonia viene via via conquistata dallo scanzonato pirata. Durante il viaggio scopre che la sua patria, il regno di Monalisa è ormai distrutto; per Sonia/Kip trovare la lampada magica e far rinascere il regno scomparso diventa l'obiettivo principale. Giunti sull'isola dove è custodito il leggendario oggetto magico, Sonia e Sinbad si rifugiano in una grotta per sfuggire a Gucci e L'Esport. In quell'antro è custodita la lampada, tuttavia i due non fanno in tempo a gioire che il re dei pirati cade a terra, morto; il Genio spiega alla principessa che la grotta è protetta da un veleno mortale per tutti gli uomini e che dunque solo una donna può raggiungere l'oggetto magico. La morte di Sinbad costringe Sonia a scegliere se utilizzare il proprio desiderio per ridare la vita all'uomo che ama o per ricostruire il regno perduto. La principessa sceglie l'amore e poco tempo dopo, svelata la propria identità al corsaro, Sonia sposa Sinbad.

### La madonna della lacrima
Pubblicato su Cheese! nel giugno del 2003
Mink è stata accolta in tenera età in una setta di assassini e a diciassette anni è divenuta un sicario professionista. Le sue convinzioni etiche vacillano, però, quando Scorpion, il suo capo, le ordina di uccidere l'erede della stirpe dei Noah, Orion. L'uomo che Mink deve uccidere è infatti bellissimo e, come apprende nel periodo che trascorre al suo seguito, un medico provetto, che cura spesso i più poveri in cambio di niente. Il periodo che trascorre accanto ad Orion e le attenzioni che il giovane le rivolge fanno riscoprire all'assassina la propria femminilità ed una vita quotidiana pacifica di cui non ha mai fatto esperienza. Abbandonato ogni intento omicida, a Mink tocca proteggere se stessa e il suo amato dalla vendetta della setta. Uscita vincitrice dallo scontro con in suoi ex-compagni, Mink scopre di avere in circolo un veleno mortale, attivato da Scorpion come pena per l'alto tradimento. Tuttavia, grazie alle cure di Orion, l'assassina può finalmente lasciarsi alle spalle la sua vita criminale e, dopo aver sposato l'uomo che ama, ricominciare una nuova esistenza.

### Beautiful Guys
Pubblicato su Cheese! nell'aprile del 2003
Quando suo padre perde tutto in borsa, Rin Kozakura decide di rinunciare all'amore per un matrimonio combinato e salvare così la situazione economica familiare. I ragazzi che si propongono alla giovane sono infatti i figli di un ricchissimo editore e sposando uno dei giovani Rin spera di poter saldare i debiti di suo padre. Alla locanda “Il mandala” incontra i tre pretendenti: il “metallaro” Eikichi, che le dedica una canzone rock, il delicato Kouji, che le serve un menù preparato da lui stesso, ed infine Kakuto, il fratello più timido che sogna di fare l'attore. Conquistata da tutti gli Yamahane, scegliere si rivela veramente arduo per Rin. I pensieri della giovane vengono presto interrotti dalla sfuriata del ricco Yamahane, che, scoperto il debito milionario dei Kozakura, ha deciso di annullare il matrimonio. Rin decide allora di scusarsi con i tre fratelli, che tanto si erano sforzati di corteggiarla, ognuno a modo suo; ma con grande sorpresa scopre di aver conosciuto solo Kakuto, figlio unico e vero trasformista. L'erede degli Yamahane spiega così a tutti i presenti di aver organizzato quella messinscena perché timido ed insicuro e desideroso di fare bella figura con la sua promessa sposa. Innamoratisi l'uno dell'altra in queste circostanze bizzarre, Rin e Kakuto riescono infine a sposarsi.

## Manga
| Nº | Titolo italiano Giapponese 「Kanji」 - Rōmaji                                                       | Data di prima pubblicazione | Data di prima pubblicazione |
| Nº | Titolo italiano Giapponese 「Kanji」 - Rōmaji                                                       | Giapponese                  | Italiano                    |
| 1  | Magical Lamp 「オトコ姫と魔法のランプ」 - Otoko hime to mahōnoranpu                                 | 19 dicembre 2003            | luglio 2005                 |
| 1  | Capitoli - La principessa androgina e la lampada magica - La madonna della lacrima - Beautiful Guys |                             |                             |